# Pleso
Pleso är även en slovakisk beteckning för en tjärn i Tatrabergen.
Pleso är en plats sydöst om Zagreb, Kroatien. Numera är Pleso den nordligaste sektionen av staden Velika Gorica.
Pleso har namngivit Pleso flygplats, egentligen Franjo Tuđmans flygplats, en av Kroatiens mest använda flygplatser.